# 華明駅 (釜山交通公社)
華明駅（ファミョンえき）は、大韓民国釜山広域市北区にある釜山交通公社2号線の駅である。駅番号は235。

## 駅構造
相対式ホーム2面2線の地下駅。フルスクリーンタイプのホームドアが設置されている。

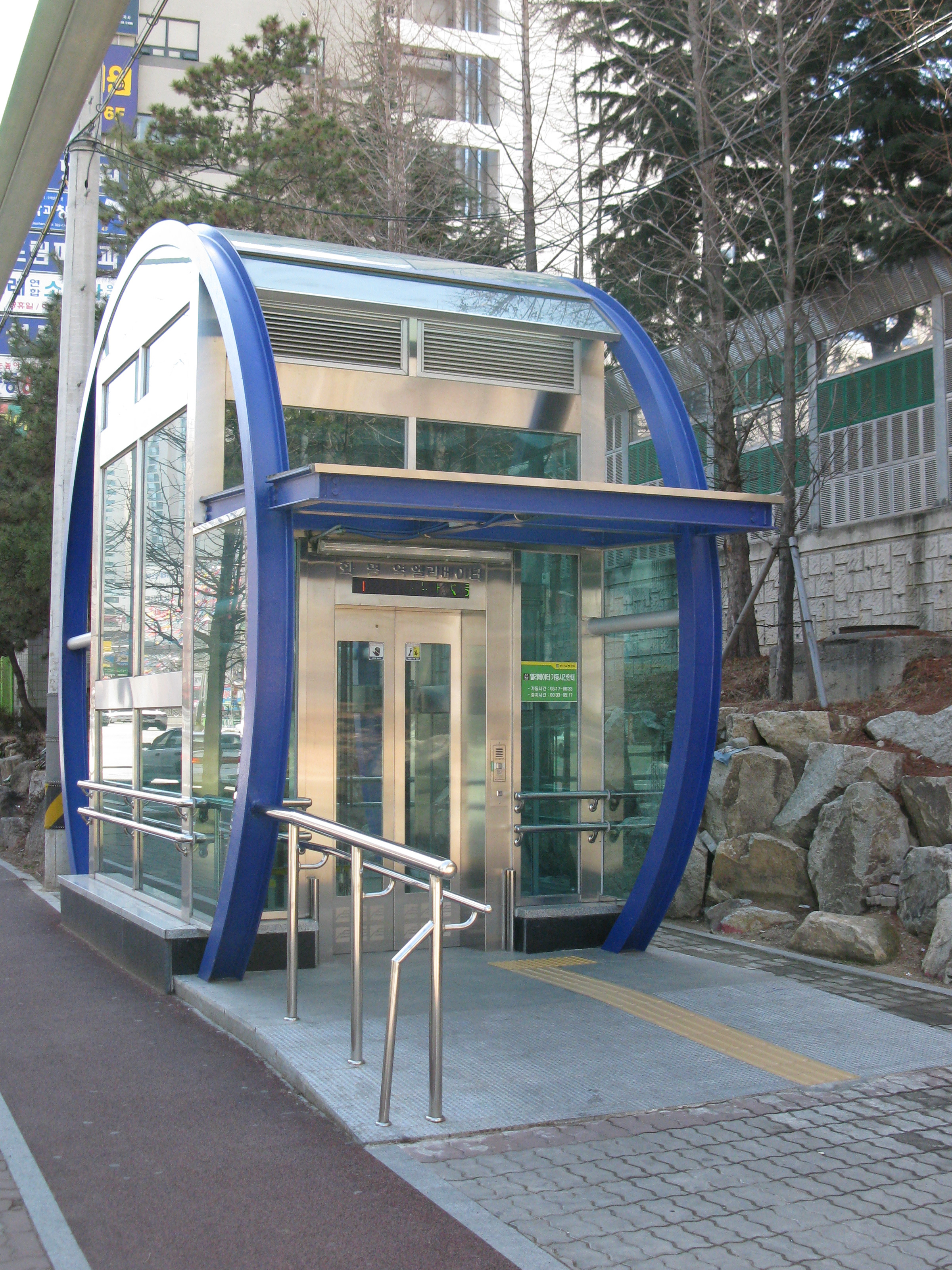
5番出入口にあるエレベーター
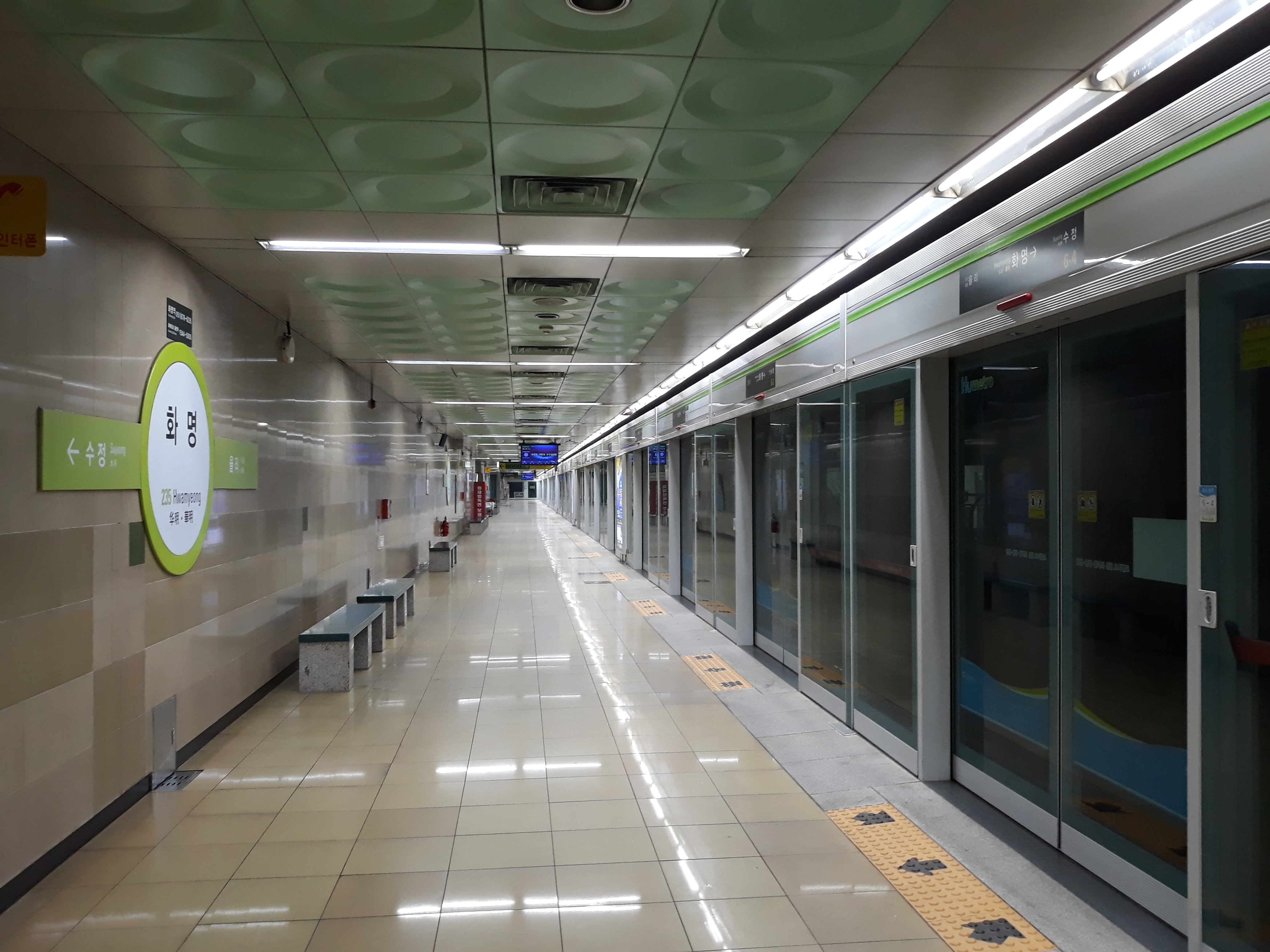
ホーム（2018年6月）
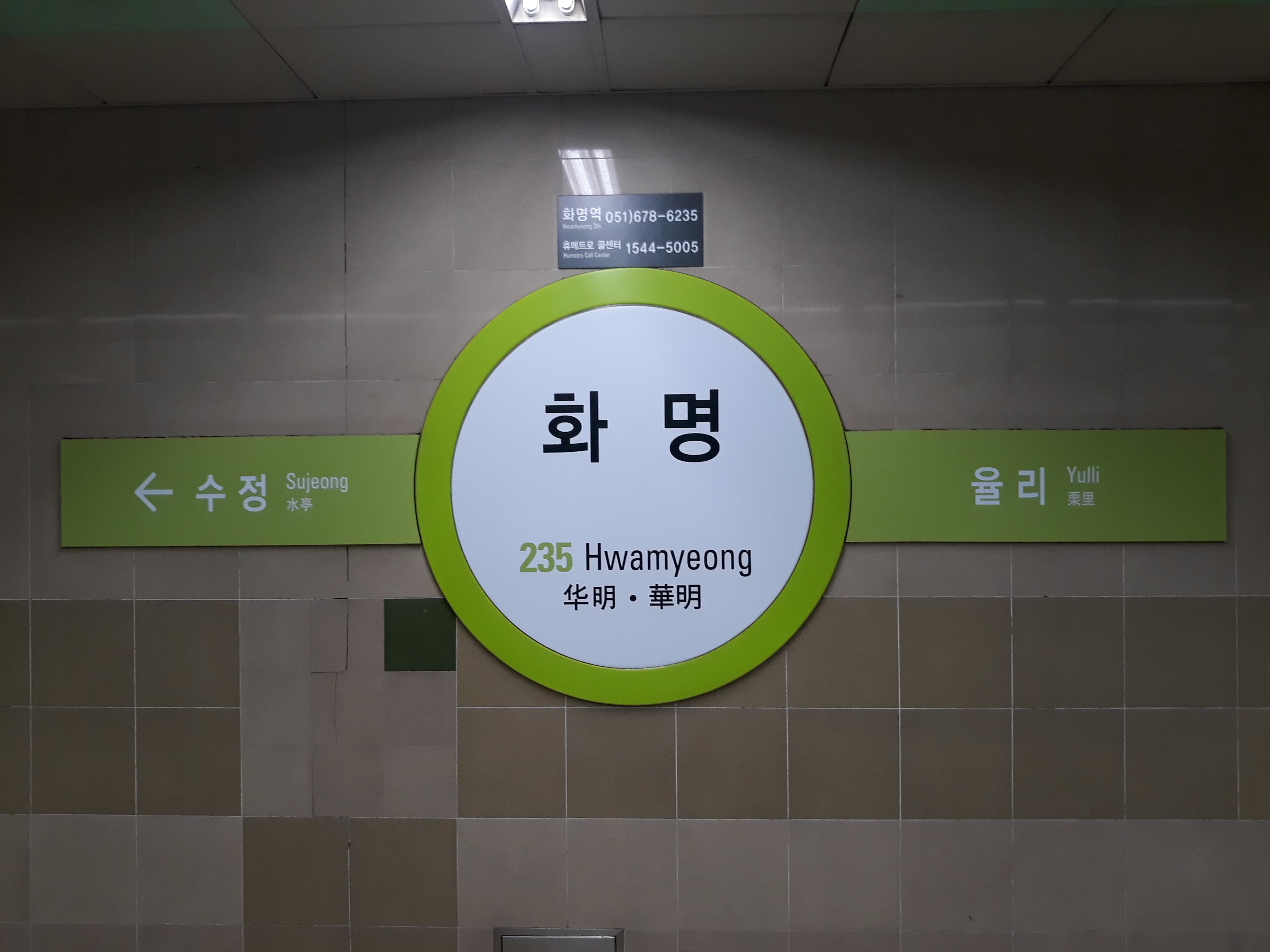
駅名標

### のりば
| 上り | 2号線 | 萇山方面 |
| 下り | 2号線 | 梁山方面 |

## 歴史
- 1999年6月30日 - 開業。

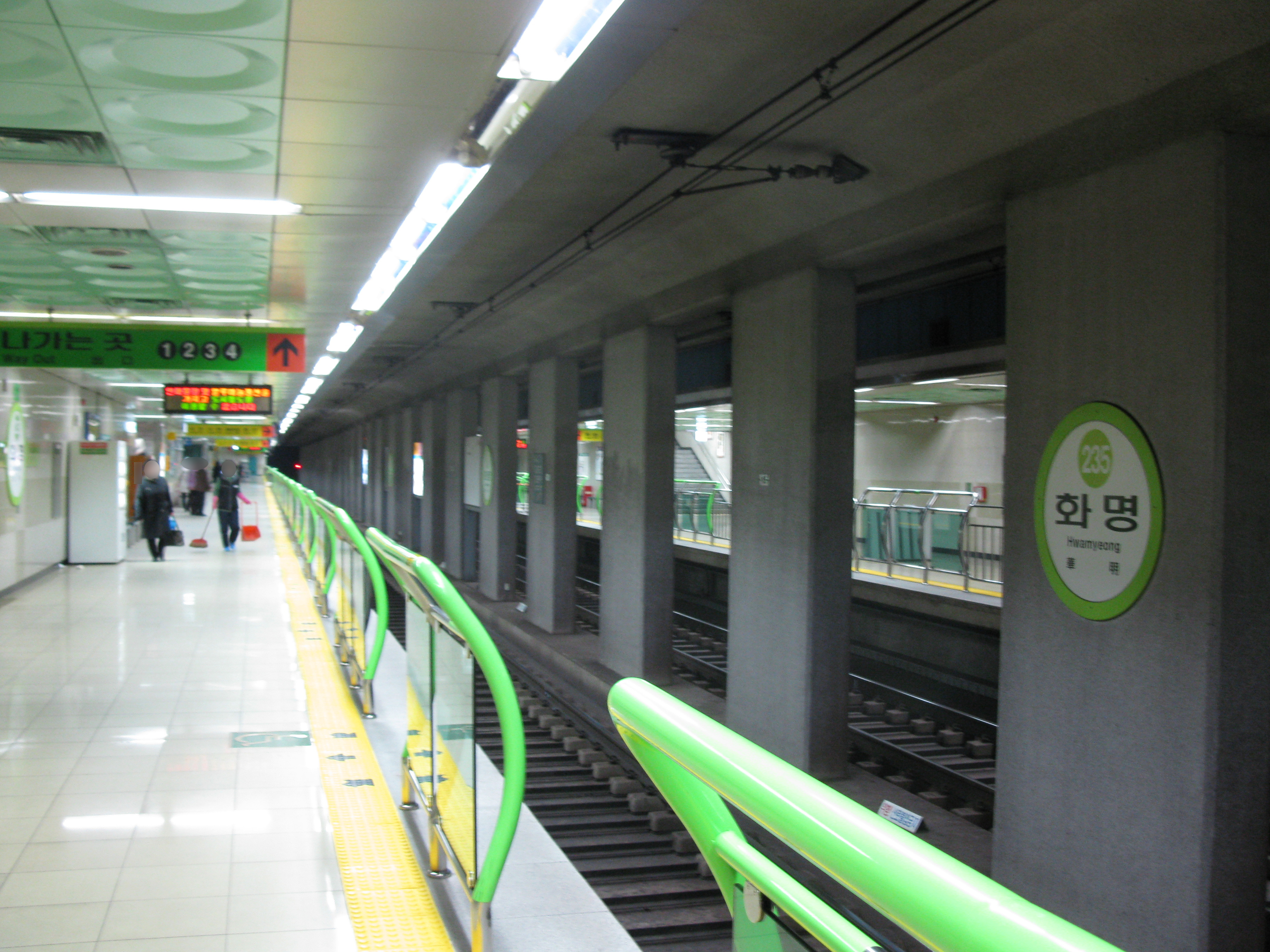
ホームドア設置前（2009年2月）

## 駅周辺
- 韓国鉄道公社京釜線華明駅 - 約700m離れており、案内放送でも乗換案内はされていない。
- 釜山北部警察署華明1治安センター
- 華岑初等学校
- 名進初等学校
- 大川里初等学校
- 華新中学校
- 名進中学校
- 大川里中学校
- 華明高等学校
- 華明図書館
- ウリィ銀行華明洞支店
- 新韓銀行華明洞支店
- ハナ銀行華明洞支店
- ロッテマート華明店

## 隣の駅
釜山交通公社
 2号線
水亭駅 (234) - 華明駅 (235) - 栗里駅 (236)